# Mediorhynchus papillosus
Espèce
Synonymes
- Mediorhynchus colini Webster, 1948
- Mediorhynchus bakeri Byrd & Kellogg, 1971

Mediorhynchus papillosus est une espèce d'acanthocéphales de la famille des Gigantorhynchidae.

## Distribution
Cette espèce se rencontre en zone holarctique.
Adulte, c'est un parasite digestif d'oiseaux. Il a été observé sur Porzana carolina, Tympanuchus cupido, Accipiter nisus, Falco tinnunculus, Contopus virens, Motacilla alba, Sturnus vulgaris, Passer domesticus et Agelaius phoeniceus.

## Systématique et taxinomie
Cette espèce a été décrite par Harley Jones Van Cleave en 1916.. C'est l'espèce type du genre Mediorhynchus.

## Publication originale
- Van Cleave, 1916 : Acanthocephala of the genera Centrorhynchus and Mediorhynchus (new genus) from North American Birds. Transactions of the American Microscopical Society, vol. 35, no 4, p. 221-232 (texte intégral).